# Бернард Плокгорст

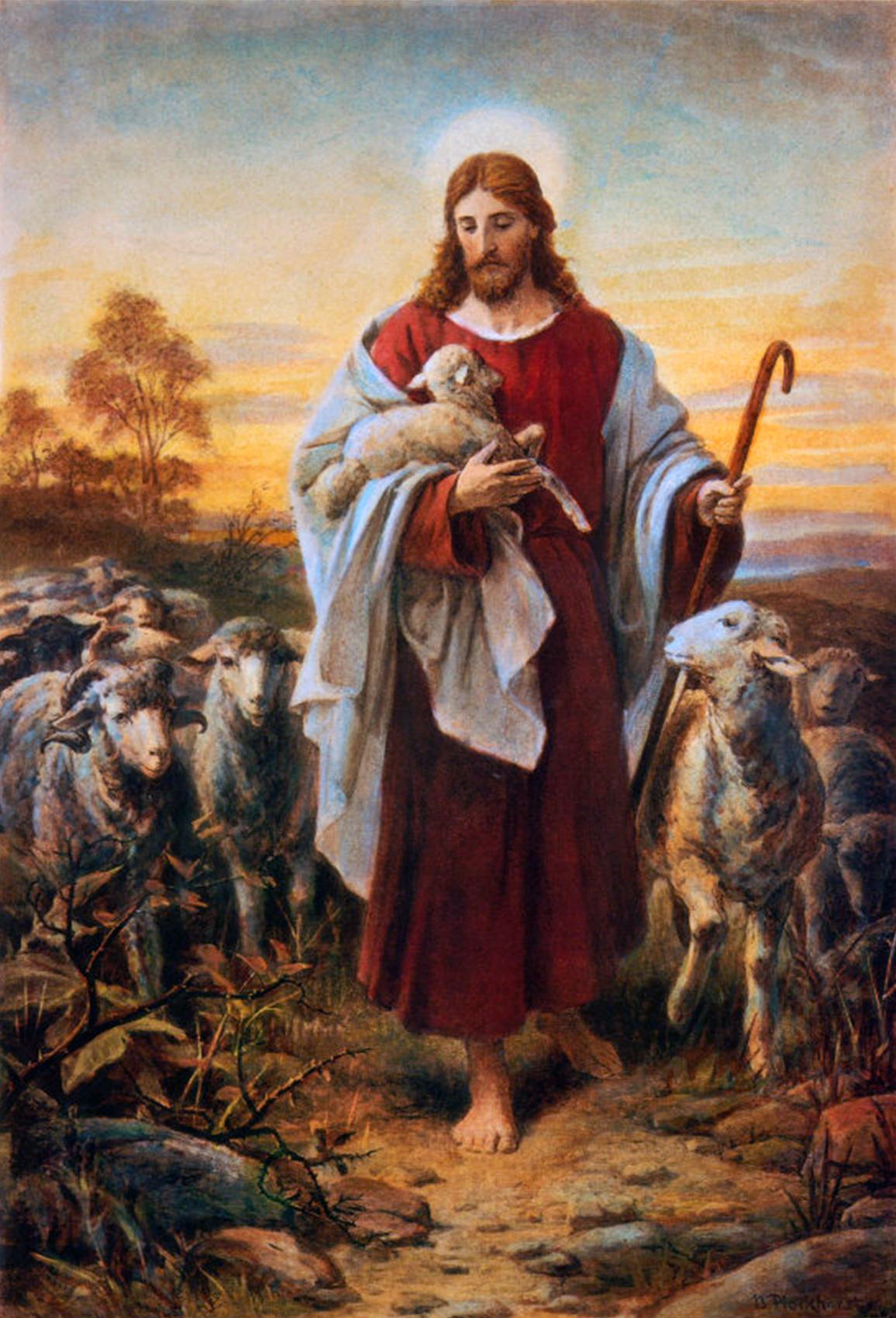
Плокгорст, Бернард: Добрий Пастир

Бе́рнард Пло́кгорст  (нім. Bernhard Plockhorst; 2 березня 1825, Брауншвейг — 18 травня 1907 Берлін) — німецький маляр та графік.
Автор популярних картин на євангельську та біблійну тематику, що користуються популярністю в Україні, Росії, США. Копії з його картин часто розміщали на стінах православних церков і надалі поширюються в православних та інших християнських храмах. Його картини Христа прикрашають безліч церков та помешкань Америки і світу.

## Життя
На початку кар'єри Плокгорст отримав п'ятирічну освіту з літографії в Каролінському коледжі (Collegium Carolinum) в Брауншвейзі. В Лейпцигу він вступає в контакт з Пілоті і разом з ним вирушає на рік до Академії в Мюнхен де, в музеї Стара Пінакотека, він копіював картини Рубенса та Тіціана. В 1853 році він їде в Париж, де під керівництвом Тома Кутюра продовжує навчання. Після навчальних поїздок до Бельгії, Голландії та Італії він оселяється в Берліні, де малює  портрети на замову і проявляє своє захоплення релігійною тематикою (одна з перших таких картин — «Марія та Іван повертаються від Господнього Гробу») і надалі в першу чергу концентрується на релігійному живопису.
З 1866 до 1869 був професором у великокнязівській Художній Школі Веймара, де між іншим він був вчителем відомого маляра Отто Пілца. Потім Плокгорст повертається в Берлін.

## Роботи
Плокгорст був представником художнього напряму романтичної школи (Пізнього-) Назарянства (разом з іншими релігійними художниками та представниками протестантської віри такими, як Карл Готфрід Пфаншмідт та Генріх Гофманн),  яке через вплив прерафаелітів повернулися до тем і середньовічної стилістики. Рівночасно, Плокгорст стоїть за збільшеною індустріалізацією і частково за «вияскравлення» назарянського мистецтва.

## Галерея

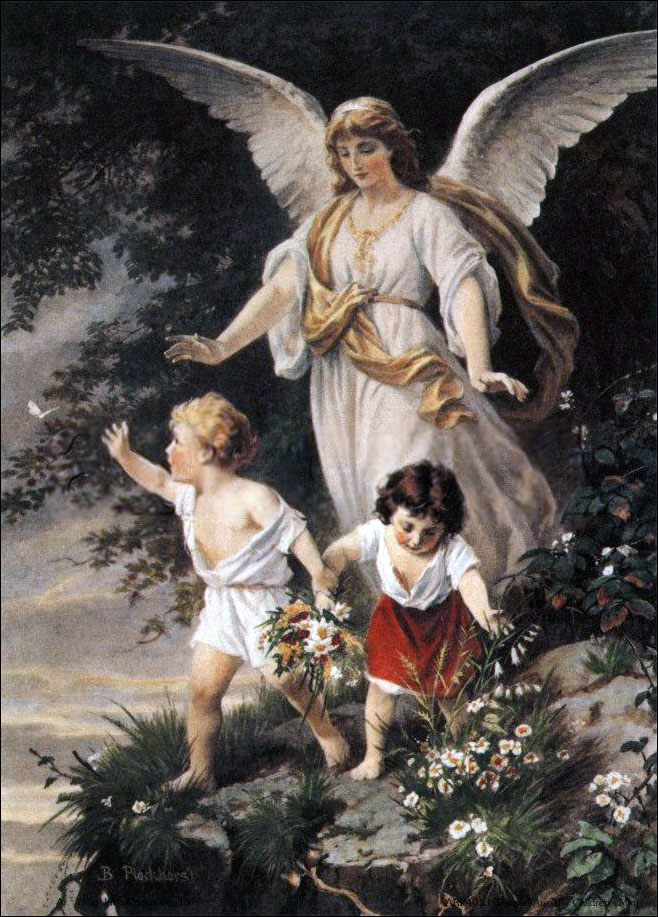
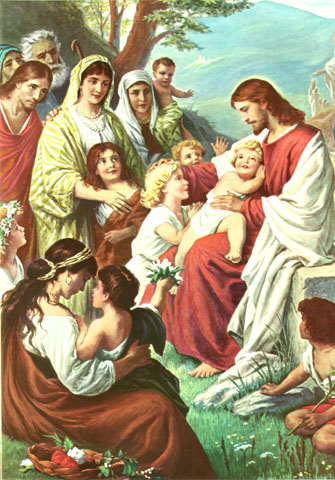
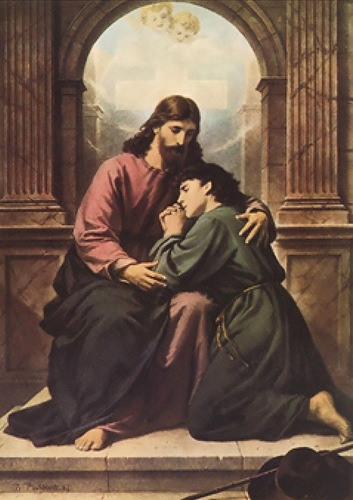
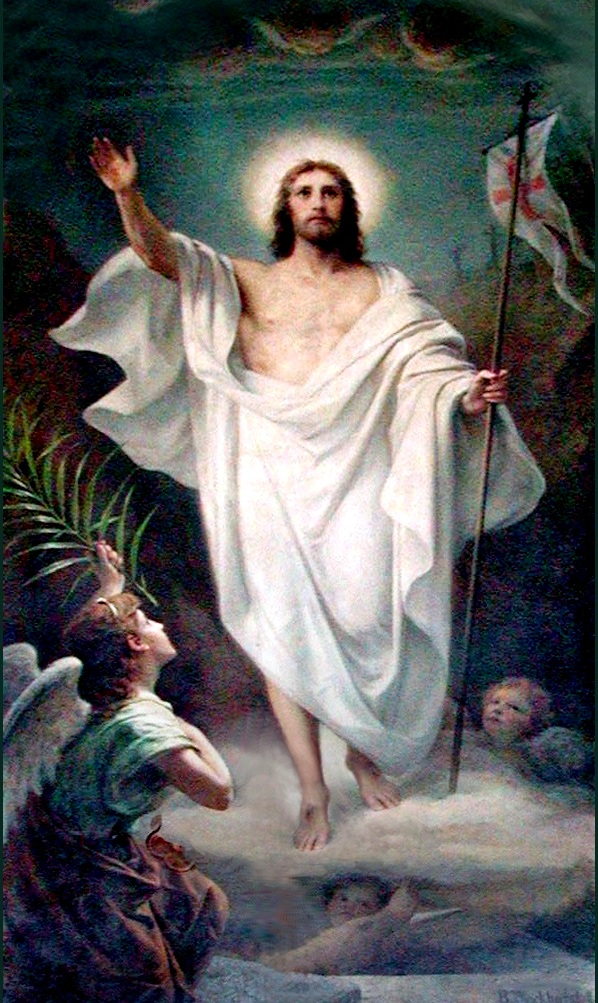